# Дурутуй
Дурутуй — деревня в Качугском районе Иркутской области России. Входит в состав Ангинского муниципального образования.

## География
Находится на юго-западе региона, по р. Большая Анга, примерно в 37 км к востоку от районного центра.

## Население
По данным Всероссийской переписи, в 2010 году в деревне проживали 3 человека (1 мужчина и 2 женщины).
| 2002 | 2010 | 2011 | 2012 |
| ---- | ---- | ---- | ---- |
| 3    | →3   | →3   | →3   |

## Инфраструктура
Личное подсобное хозяйство.

## Транспорт
Просёлочные дороги.